# Frederick FitzClarence

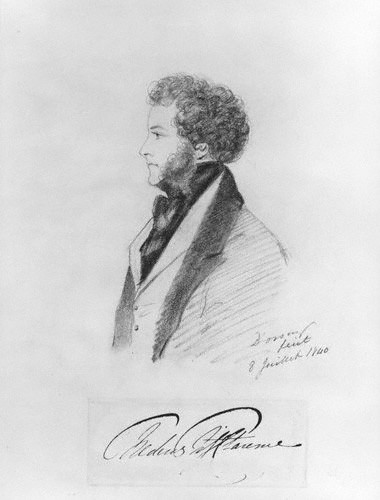
Lord Frederick FitzClarence

Lord Frederick FitzClarence, GCH (* 9. Dezember 1799; † 30. Oktober 1854) war ein britischer Offizier der British Army sowie der dritte uneheliche Sohn von König William IV. und seiner langjährigen Mätresse Dorothea Jordan.

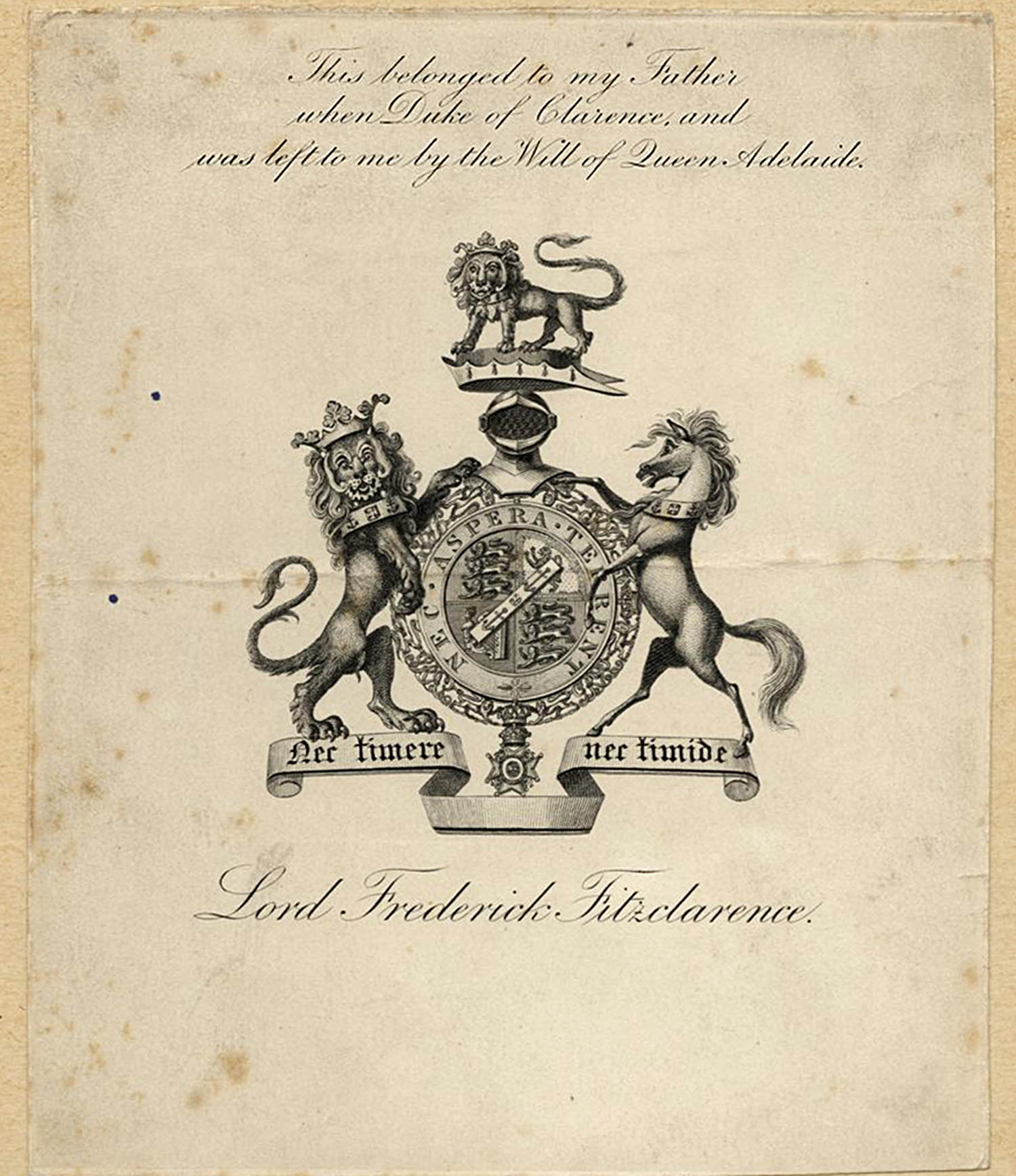
Exlibris mit dem Wappen von Lord Frederick FitzClarence. Das Exlibris lautet: „Dies gehörte meinem Vater als Duke of Clarence und wurde mir nach dem Willen von Königin Adelaide überlassen.“

## Leben
FitzClarence trat 1814 als Offizier in die British Army ein. Als Captain bei den Coldstream Guards befehligte er eine kleine Abteilung von Guards, die die Polizei bei der Verhaftung der Verschwörer in der Cato Street unterstützten.
Am 24. Mai 1831 wurde ihm der protokollarische Rang eines jüngeren Sohnes eines Marquess mit dem Prädikat Lord verliehen. 1833 amtierte er als Lieutenant des Tower of London und von 1841 bis 1843 als Großmeister der Freimaurer-Großloge von Schottland.
Nachdem er 1847 zum Knight Grand Cross des Royal Guelphic Order (GCH) geschlagen worden war, wurde er im selben Jahr Vizegouverneur von Portsmouth und Oberbefehlshaber des Southwest District. Frederick FitzClarence stieg im November 1851 in den Rang eines Lieutenant-General auf und erhielt im selben Jahr das Amt des Colonel des 36th (Herefordshire) Regiment of Foot. Von 1852 bis zu seinem Tod amtierte er als Oberbefehlshaber der Bombay Army in Britisch-Indien.

## Ehe und Nachkommen
Am 19. Mai 1821 heiratete er Lady Augusta Boyle († 28. Juli 1876), die älteste Tochter des George Boyle, 4. Earl of Glasgow. Sie hatten zwei Kinder:
- Augusta FitzClarence (Dezember 1824–18. Oktober 1865);
- William FitzClarence (*/† 1827).